# 8. ceremonia wręczenia nagród British Academy Games Awards

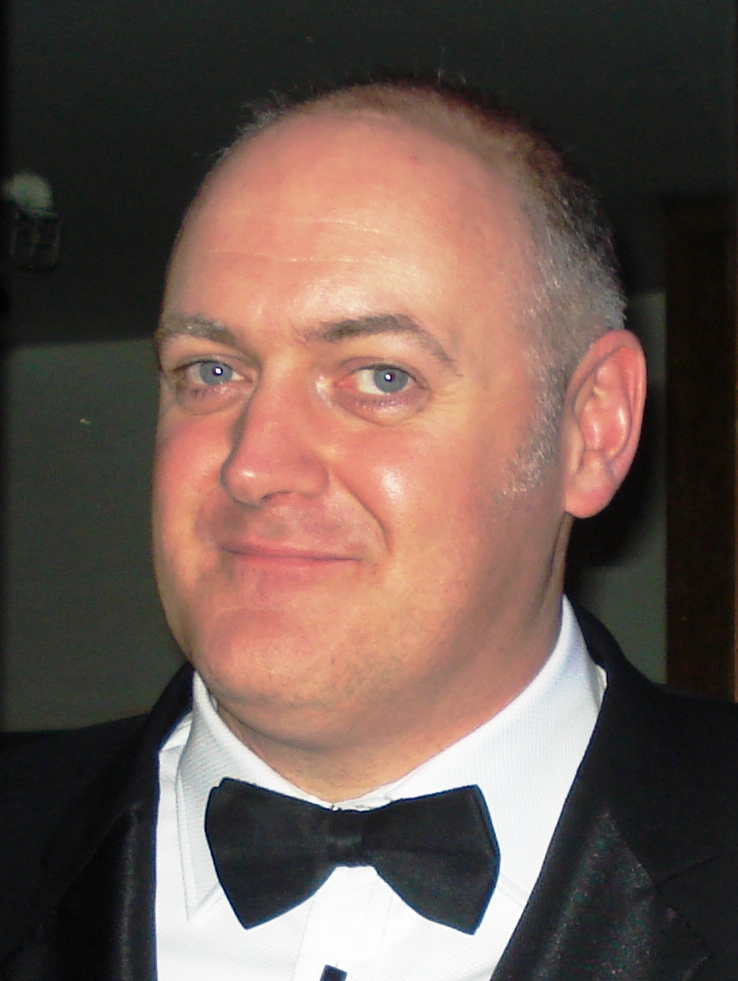
Dara Ó Briain poprowadził 8. ceremonię rozdania British Academy Video Games Awards

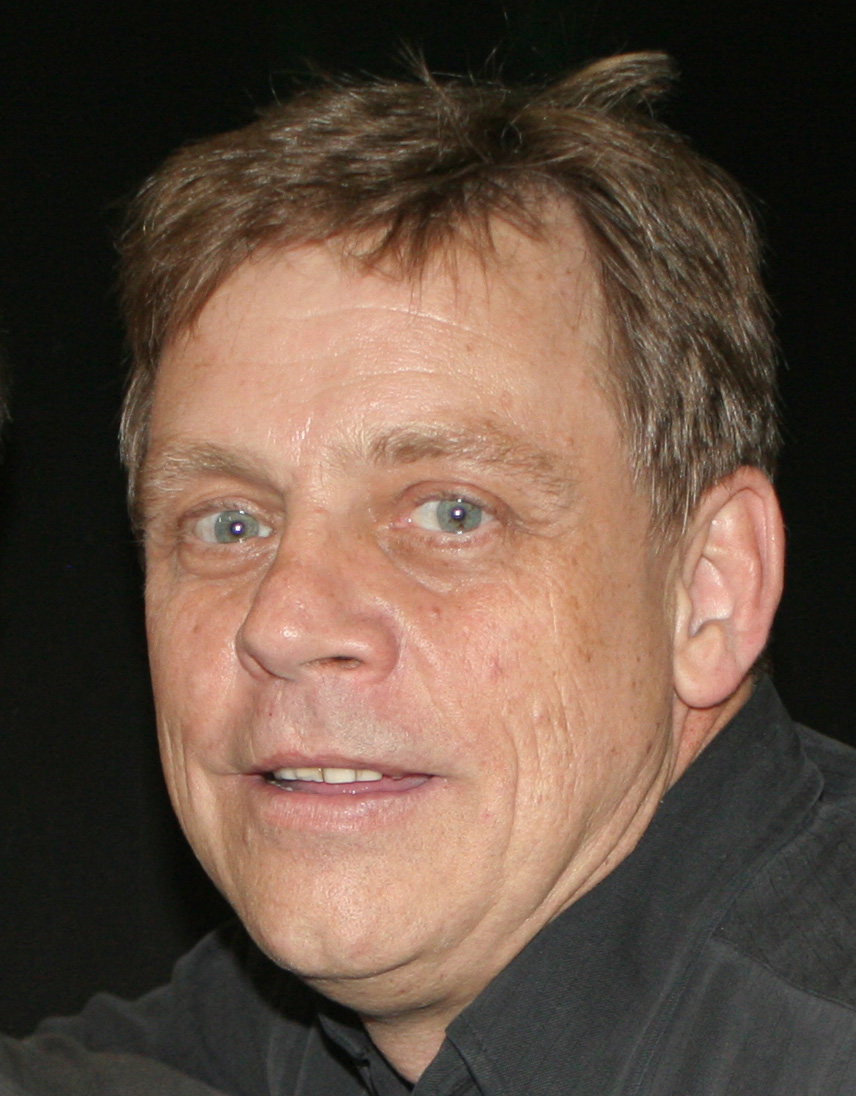
Mark Hamill – zdobywca nagrody za najlepszy występ

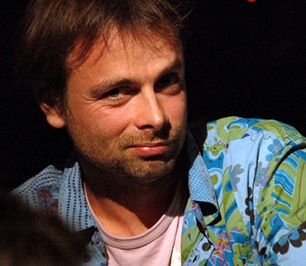
Michel Ancel – zdobywca nagrody za najlepsze osiągnięcie artystyczne.

8. ceremonia wręczenia nagród British Academy Games Awards (zwana też ze względu na sponsoring GAME British Academy Video Games Awards) za rok 2011 odbyła się 16 marca 2012 w London Hilton, w Londynie. Galę po raz po raz czwarty poprowadził komik i prezenter telewizyjny Dara Ó Briain.

## Zwycięzcy i nominowani
Poniżej przedstawiono nominowanych i zwycięzców w poszczególnych kategoriach (zwycięzcy zostali wyróżnieni pogrubioną czcionką).

### Akcja
- Batman: Arkham City – zespół deweloperski
  - Assassin’s Creed: Revelation – Raphael Lacoste, Darby McDevitt, Martin Schelling
  - Call of Duty: Modern Warfare 3 - zespół deweloperski
  - Deus Ex: Bunt ludzkości – Jean-François Dugas, Anthoine Thisdale
  - Portal 2 - zespół deweloperski
  - Uncharted 3: Oszustwo Drake’a - zespół deweloperski

### Debiut
- Insanely Twisted Shadow Planet – Michael Gagne, Joe Olson
  - Bastion – Greg Kasavin, Darren Korb, Amir Rao
  - Eufloria – Rudolf Kremers, Alex May
  - L.A. Noire – Alex Carlyle, Naresh Hirani, Brendan McNamara
  - Monstermind - zespół deweloperski
  - Rift – Russ Brown, Scott Hartsman

### Familijne
- LittleBigPlanet 2 – zespół deweloperski
  - Dance Central 2 - zespół deweloperski
  - Kinect Sports 2 - zespół deweloperski
  - Lego Piraci z Karaibów – Jon Burton, James Cunliffe, John Hodskinson
  - Lego Star Wars III: The Clone Wars – Jon Burton, Kellam Eanes, David Hoye
  - Mario Kart 7 - zespół deweloperski

### GAME Award
- Battlefield 3
  - Batman: Arkham City
  - Call of Duty: Modern Warfare 3
  - FIFA 2012
  - L.A. Noire
  - Minecraft
  - Portal 2
  - The Elder Scrolls V: Skyrim
  - The Legend Of Zelda: Skyward Sword
  - Uncharted 3: Oszustwo Drake’a

### Historia
- Portal 2 – zespół deweloperski
  - Batman: Arkham City - zespół deweloperski
  - Deus Ex: Bunt ludzkości – Jean-François Dugas, Marie DeMarle, James Swallow
  - L.A. Noire – Brendan McNamara
  - The Elder Scrolls V: Skyrim – Todd Howard
  - Uncharted 3: Oszustwo Drake’a - zespół deweloperski

### Innowacja w grze
- LittleBigPlanet 2 – zespół deweloperski
  - Bastion – Darren Korb, Amir Rao, Gavin Simon
  - Child Of Eden – Yuki Ichiki, Takashi Ishihara, Tetsuya Mizuguchi
  - From Dust – Guillaume Brunier, Éric Chahi, Bruno Gentile
  - L.A. Noire – Oliver Bao, Franta Fulin, Brendan McNamara
  - The Legend Of Zelda: Skyward Sword - zespół deweloperski

### Mobilne i kieszonkowe
- Peggle HD – Paul O’Donnell, Sukhbir Sidhu, JP Vaughan
  - Dead Space iOS - zespół deweloperski
  - Magnetic Billiards: Blueprint – John Pickford, Ste Pickford
  - Quarrel – Gary Penn, Aaron Puzey, Sean Taylor
  - Super Mario 3D Land - zespół deweloperski
  - The Nightjar - zespół deweloperski

### Nagroda specjalna
- Markus Persson

### Najlepsza gra
- Portal 2 – zespół deweloperski
  - Batman: Arkham City - zespół deweloperski
  - FIFA 2012 – Kaz Makita, Aaron McHardy, David Rutter
  - L.A. Noire – Alex Carlyle, Naresh Hirani, Brendan McNamara
  - The Elder Scrolls V: Skyrim – Todd Howard
  - The Legend Of Zelda: Skyward Sword - zespół deweloperski

### Oryginalna muzyka
- L.A. Noire – Andrew Hale, Simon Hale
  - Assassin’s Creed: Revelations – Lorne Balfe, Jesper Kyd
  - Batman: Arkham City – Nick Arundel, Sefton Hill, Jamie Walker
  - Deus Ex: Bunt Ludzkości – Michael McCann
  - The Elder Scrolls V: Skyrim – Jeremy Soule
  - Uncharted 3: Oszustwo Drake’a – Greg Edmonson

### Osiągnięcie artystyczne
- Rayman Origins – Michel Ancel, Celine Tellier, Christophe Villez
  - Batman: Arkham City - zespół deweloperski
  - L.A. Noire – Ben Brudenell, Cheekin Chan, Simon Wood
  - LittleBigPlanet 2 - zespół deweloperski
  - The Elder Scrolls V: Skyrim – Todd Howard
  - Uncharted 3: Oszustwo Drake’a - zespół deweloperski

### Osiągnięcie audio
- Battlefield 3 – Bence Pajor, Stefan Strandberg, Carl Vikman
  - Batman: Arkham City - zespół deweloperski
  - Call of Duty: Modern Warfare 3 - zespół deweloperski
  - Dead Space 2 – Andrew Boyd, Steve Papoutsis, J White
  - The Nightjar - zespół deweloperski
  - Uncharted 3: Oszustwo Drake’a - zespół deweloperski

### Projekt gry
- Portal 2 – zespół deweloperski
  - Batman: Arkham City - zespół deweloperski
  - L.A. Noire – Alex Carlyle, Andrew Hamilton, Brendan McNamara
  - LittleBigPlanet 2 - zespół deweloperski
  - Super Mario 3D Land - zespół deweloperski
  - The Elder Scrolls V: Skyrim – Todd Howard

### Przeglądarkowe
- Monstermind – Mike Bithell, Ric Moore, Henrique Olifiers
  - Gardens Of Time - zespół deweloperski
  - I Am Playr – Steve Didd, Oli Madgett, Dan Mayers
  - Global Resistance - zespół deweloperski
  - The Sims Social - zespół deweloperski
  - Skylanders: Spyro’s Adventure - zespół deweloperski

### Specjalna nagroda Ones to Watch (przyznana we współpracy z organizacją Dare to Be Digital)
- Tick Tock Toys - Rosemary Ball, Mark Bamford, Kristian Francis, Sophia George, Calum Goold
  - Dreamweaver - Malath Abbas, Stuart Brown, Joseph Hurst, Daniel Scholes, Mat Stevenson
  - Joust! - Amr Din, Agne Gediminskaite, Roman Graebsch, Jose B Martinex Hernandez, Petr Papex

### Sport/Fitness
- Kinect Sports 2 – zespół deweloperski
  - Dance Central 2 - zespół deweloperski
  - DiRT 3 - zespół deweloperski
  - F1 2011 - zespół deweloperski
  - FIFA 2012 – Kaz Makita, Aaron McHardy, David Rutter
  - Your Shape Fitness Evolved 2012 – Philippe Baude, Stephane Decroix, Igor Manceau

### Strategia
- Total War: Shogun 2 – zespół deweloperski
  - Dark Souls - zespół deweloperski
  - Deus Ex: Bunt ludzkości – Jean-François Dugas, Frank Lapikas
  - Football Manager 2012 - zespół deweloperski
  - From Dust – Guillaume Brunier, Éric Chahi, Bruno Gentile
  - Ghost Recon Shadow Wars – Borislav Bogdanov, Stefan Dyulgerov, Julian Gollop

### Tryb wieloosobowy
- Battlefield 3 – Lars Gustavsson, Alan Kertz, Patrick O’Shaughnessy
  - Assassin’s Creed: Revelations – Raphael Lacoste, Darby McDevitt, Martin Schelling
  - Call of Duty: Modern Warfare 3 - zespół deweloperski
  - Dark Souls - zespół deweloperski
  - Gears Of War 3 - zespół deweloperski
  - LittleBigPlanet 2 - zespół deweloperski

### Występ
- Mark Hamill – Joker w Batman: Arkham City
  - Stephen Fry – narrator w LittleBigPlanet 2
  - Togo Igawa – dyplomata, doradca i generał w Total War: Shogun 2
  - Stephen Merchant – Wheatley w Portal 2
  - Nolan North – Nathan Drake w Uncharted 3: Oszustwo Drake’a
  - Aaron Staton – Cole Phelps w L.A. Noire

## Gry, które otrzymały wiele nagród lub nominacji
| Nominacje | Gra                                |
| --------- | ---------------------------------- |
| 9         | Batman: Arkham City                |
| 9         | L.A. Noire                         |
| 7         | Uncharted 3: Oszustwo Drake’a      |
| 6         | LittleBigPlanet 2                  |
| 6         | Portal 2                           |
| 6         | The Elder Scrolls V: Skyrim        |
| 4         | Call of Duty: Modern Warfare 3     |
| 4         | Deus Ex: Bunt ludzkości            |
| 3         | Assassin’s Creed: Revelations      |
| 3         | Battlefield 3                      |
| 3         | FIFA 12                            |
| 3         | The Legend of Zelda: Skyward Sword |
| 2         | Bastion, Dance Central 2           |
| 2         | Dark Souls                         |
| 2         | From Dust                          |
| 2         | Kinect Sports: Season Two          |
| 2         | Monstermind                        |
| 2         | Super Mario 3D Land                |
| 2         | The Nightjar                       |
| 2         | Total War: Shogun 2                |

| Nagrody | Gra                 |
| ------- | ------------------- |
| 2       | Battlefield 3       |
| 2       | Portal 2            |
| 2       | Batman: Arkham City |
| 2       | LittleBigPlanet 2   |